# Cicurina robusta
Cicurina robusta är en spindelart som beskrevs av Simon 1886. Cicurina robusta ingår i släktet Cicurina och familjen kardarspindlar. Inga underarter finns listade i Catalogue of Life.